# Pronga
Pronga ist eines von 15 Verwaltungseinheiten (Parroquias) in der Gemeinde Pravia der autonomen Region Asturien in Spanien.
 Die 61 Einwohner (2011) leben in zwei Dörfern auf einer Fläche von 2.802 km². Pronga, der Hauptort der gleichnamigen Parroquia, liegt 4,3 Kilometer von der Gemeindehauptstadt entfernt.

## Dörfer und Weiler im Parroquia
- Beifar – 47 Einwohner 2011 43° 28′ 11″ N, 6° 5′ 43″ W
- Pronga – 14 Einwohner 2011 43° 28′ 1″ N, 6° 6′ 9″ W